# Schima noronhae
Schima noronhae là một loài thực vật có hoa trong họ Theaceae. Loài này được Reinw. miêu tả khoa học đầu tiên năm 1828.